# División de los 17 caballos
El problema de la división de los 17 caballos o del reparto de los 17 caballos es un problema planteado por el matemático italiano Tartaglia en el siglo XVI. 
| Un hombre muere y deja a sus tres hijos 17 caballos que deben ser divididos en proporción {\displaystyle {\frac {1}{2}};{\frac {1}{3}};{\frac {1}{9}}}. ¿Pueden cumplir los hermanos con el deseo de su padre? |

## El problema
Calculando el número de caballos que corresponde a cada hijo:
{\displaystyle 17\cdot {\cfrac {1}{2}}=8,5\;,\quad 17\cdot {\cfrac {1}{3}}=5,{\overset {\frown }{6}}\;,\quad 17\cdot {\cfrac {1}{9}}=1,{\overset {\frown }{8}}}
La parte fraccionaria no es válida como solución, dado que cada uno de los herederos quiere un número de caballos enteros.
Para solucionar el problema hay que percatarse de dos detalles. Primero: el número de caballos ha de ser un múltiplo entero de las partes en que se divide la herencia si se quiere obtener divisiones enteras. Segundo detalle: la suma de las partes en la que se hace la división ha de sumar el total.
La suma de las partes:
{\displaystyle {\cfrac {1}{2}}+{\cfrac {1}{3}}+{\cfrac {1}{9}}\quad =\quad {\cfrac {9}{18}}+{\cfrac {6}{18}}+{\cfrac {2}{18}}\quad =\quad {\cfrac {17}{18}}}
La suma de las partes es de diecisiete dieciochoavos y no dieciocho dieciochoavos como tendría que ser. Por lo tanto lo que hacen es pedir un caballo prestado y repartir la herencia.
{\displaystyle 18\cdot {\cfrac {1}{2}}=9\;,\quad 18\cdot {\cfrac {1}{3}}=6\;,\quad 18\cdot {\cfrac {1}{9}}=2}
que da por resultado números enteros, se puede ver que:
{\displaystyle 9+6+2=17}
Con lo que les sobra un caballo
```
y pueden devolvérselo a quien se lo prestó.
```